# بخش تیونویل
بخش تیونویل (به فرانسوی: Arrondissement de Thionville) یک بخش در فرانسه است که در موزل واقع شده‌است.